# Homolepis isocalycina
Homolepis isocalycina là một loài thực vật có hoa trong họ Hòa thảo. Loài này được (G.Mey.) Chase mô tả khoa học đầu tiên năm 1911.